# Список млекопитающих Корейской Народно-Демократической Республики
Это список видов млекопитающих, зарегистрированных в Северной Корее. В Северной Корее насчитывается 105 видов млекопитающих, из которых нет видов, находящихся на грани исчезновения, 7 находятся под угрозой исчезновения, 6 — в уязвимом положении, а 3 близки к уязвимому положению. Один из видов, перечисленных ниже в списке, считается вымершим.
Следующие теги используются для выделения статуса сохранения каждого вида по оценке МСОП:
- — вымершие в дикой природе виды
- — исчезнувшие в дикой природе, представители которых сохранились только в неволе
- — виды на грани исчезновения (в критическом состоянии)
- — виды под угрозой исчезновения
- — уязвимые виды
- — виды, близкие к уязвимому положению
- — виды под наименьшей угрозой
- — виды, для оценки угрозы которым не хватает данных

Некоторые виды были оценены с использованием более ранних критериев. Виды, оцененные с использованием этой системы, имеют следующие категории вместо угрожаемых и наименее опасных:
| LR/cd | Lower risk/conservation dependent | Виды, которые были в центре внимания программ сохранения и, возможно, перешли в категорию более высокого риска, если эта программа была прекращена. |
| LR/nt | Lower risk/near threatened        | Виды, которые близки к тому, чтобы классифицироваться как уязвимые, но не являются объектом программ сохранения.                                    |
| LR/lc | Lower risk/least concern          | Виды, для которых не существует идентифицируемых рисков.                                                                                            |

## Подкласс:Звери

### Инфракласс:Плацентарные

#### Отряд:Грызуны
- Подотряд: Белкообразные
  - Семейство: Беличьи
    - Подсемейство: Sciurinae
      - Триба: Sciurini
        - Род: Белки

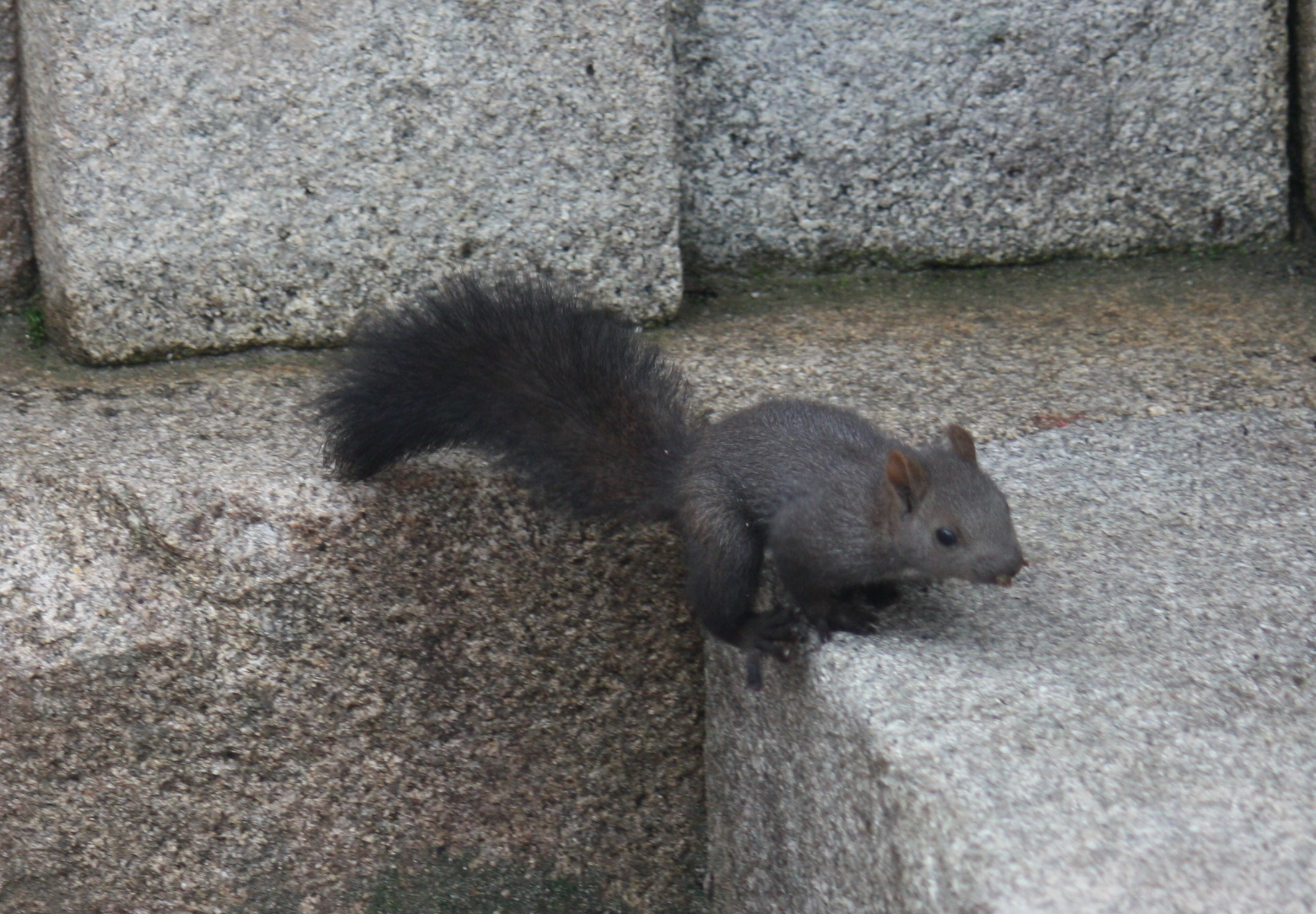
Обыкновенная белка

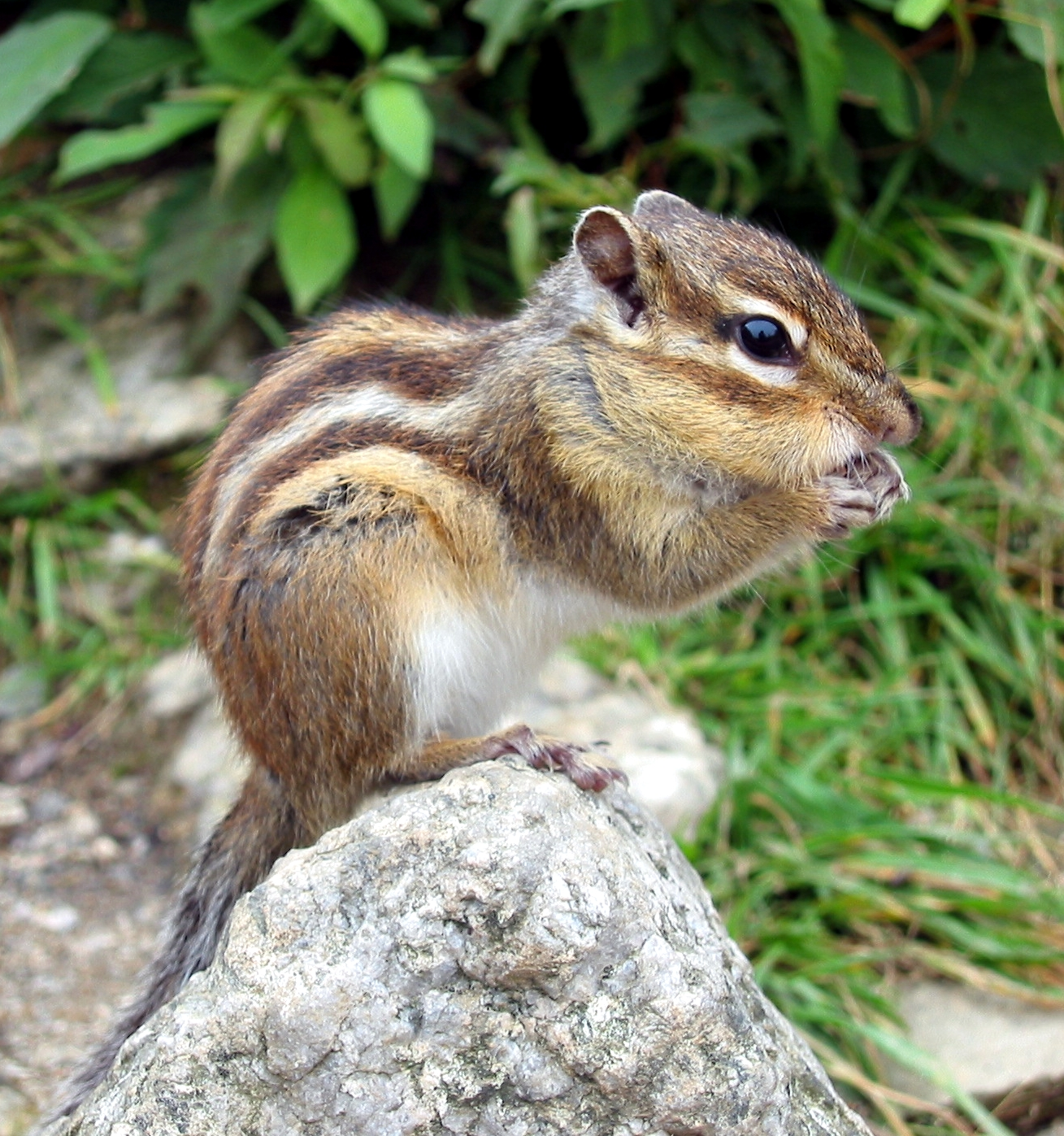
Азиатский бурундук

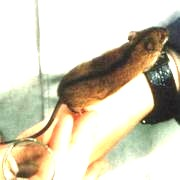
Полевая мышь

          - Обыкновенная белка, Sciurus vulgaris NT

      - Триба: Летяги
        - Род: Евразийские летяги
          - Обыкновенная летяга, Pteromys volans LR/nt

    - Подсемейство: Xerinae
      - Триба: Marmotini
        - Род: Бурундуки
          - Азиатский бурундук, Eutamias sibiricus LR/lc

  - Семейство: Хомяковые
    - Подсемейство: Хомяки
      - Род: Серые хомячки
        - Барабинский хомячок, Cricetulus barabensis LR/lc

      - Род: Tscherskia
        - Крысовидный хомячок, Tscherskia triton LR/lc

    - Подсемейство: Полёвковые
      - Род: Лесные полёвки
        - Красносерая полёвка, Myodes rufocanus LR/lc
        - Красная полёвка, Myodes rutilus LR/lc
        - Myodes regulus LR/lc

  - Семейство: Мышиные
    - Подсемейство: Мышиные
      - Род: Лесные и полевые мыши
        - Полевая мышь, Apodemus agrarius LR/lc
        - Восточноазиатская лесная мышь, Apodemus peninsulae LR/lc

      - Род: Micromys
        - Мышь-малютка, Micromys minutus LR/nt

      - Род: Крысы
        - Крыса Танезуми, Rattus tanezumi LR/lc

#### Отряд:Зайцеобразные
- Семейство: Пищуховые
  - Род: Пищухи

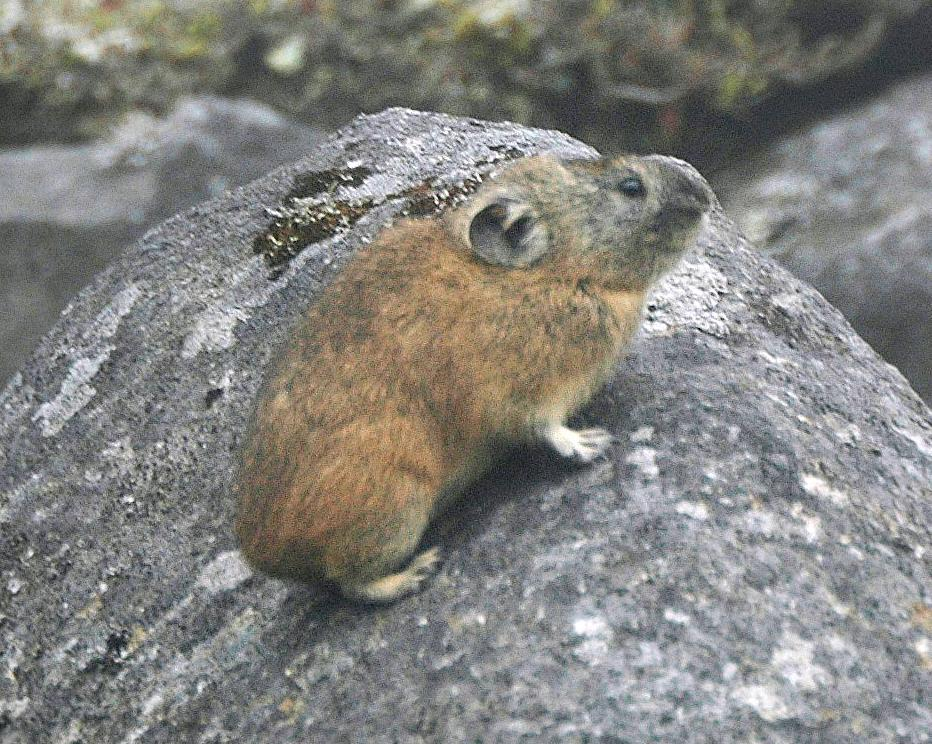
Северная пищуха

    - Северная пищуха, Ochotona hyperborea LR/lc
- Семейство: Зайцевые
  - Род: Зайцы
    - Корейский заяц, Lepus coreanus LR/lc
    - Маньчжурский заяц, Lepus mandschuricus LR/lc

#### Отряд:Насекомоядные
- Семейство: Ежовые
  - Подсемейство: Ежиные
    - Род: Евразийские ежи

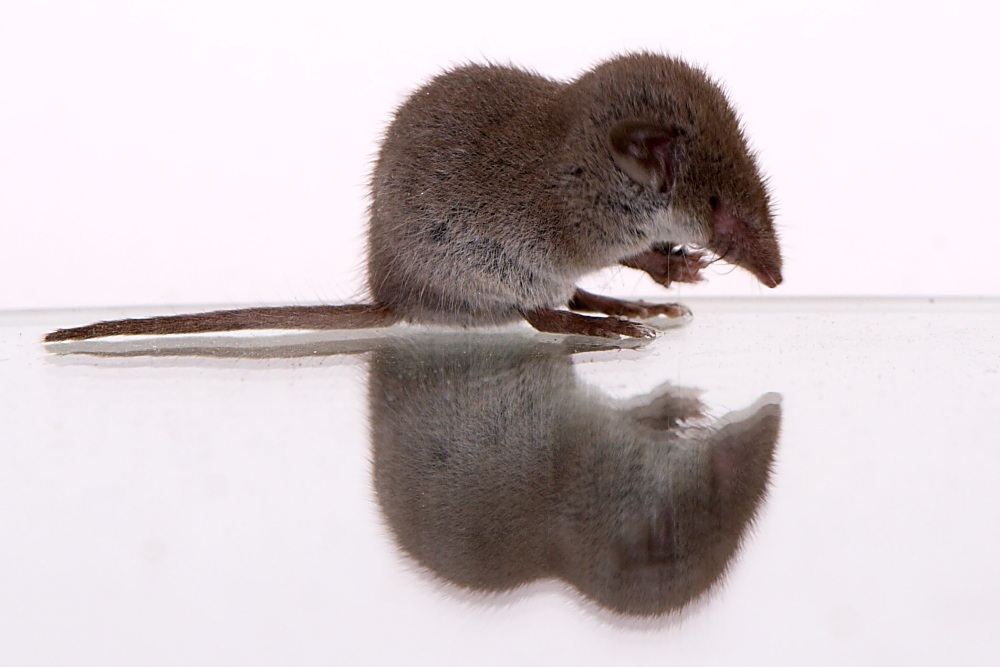
Малая белозубка

      - Амурский ёж, Erinaceus amurensis LR/lc
- Семейство: Землеройковые
  - Подсемейство: Белозубочьи
    - Род: Белозубки
      - Большая уссурийская белозубка, Crocidura lasiura LR/lc
      - Малая белозубка, Crocidura suaveolens LR/lc

  - Подсемейство: Бурозубочьи
    - Триба: Nectogalini
      - Род: Куторы
        - Обыкновенная кутора, Neomys fodiens LR/lc

    - Триба: Soricini
      - Род: Бурозубки
        - Средняя бурозубка, Sorex caecutiens LR/lc
        - Дальневосточная бурозубка, Sorex gracillimus LR/lc
        - Равнозубая бурозубка, Sorex isodon LR/lc
        - Гигантская бурозубка, Sorex mirabilis LR/lc
- Семейство: Кротовые
  - Подсемейство: Talpinae
    - Триба: Talpini
      - Род: Могеры
        - Большая могера, Mogera robusta LR/lc

#### Отряд:Рукокрылые

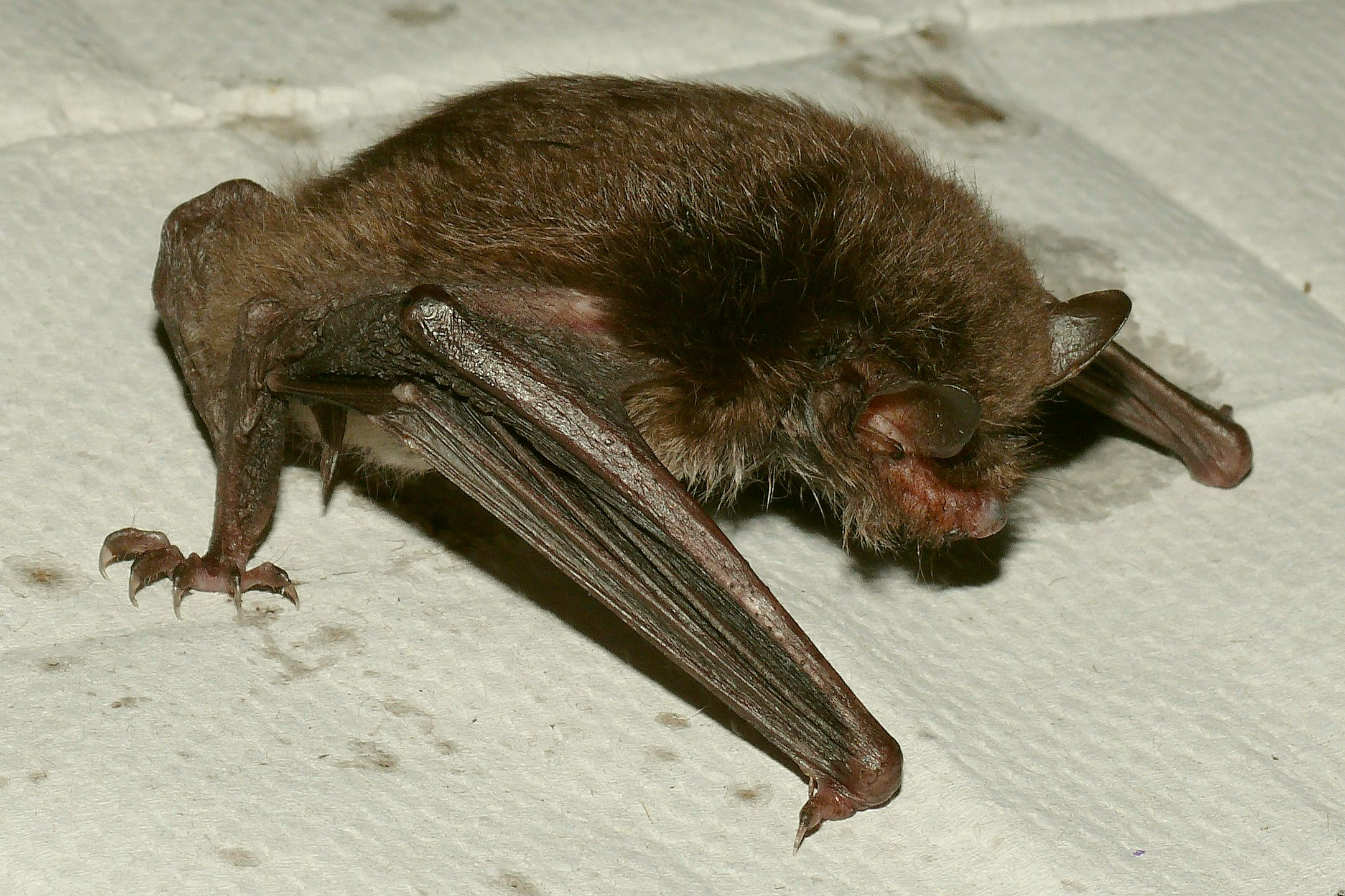
Водяная ночница

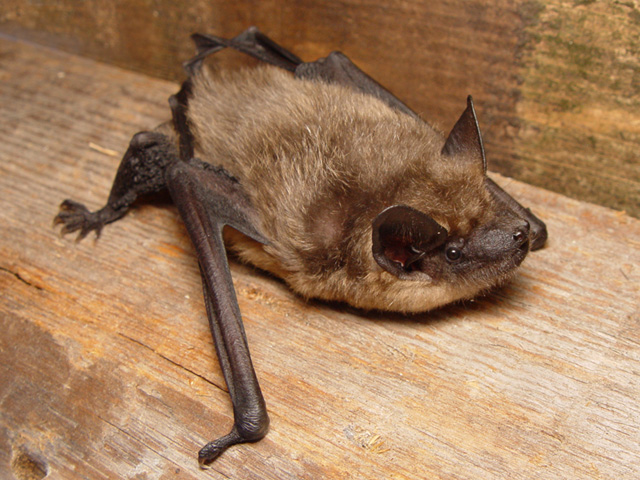
Поздний кожан

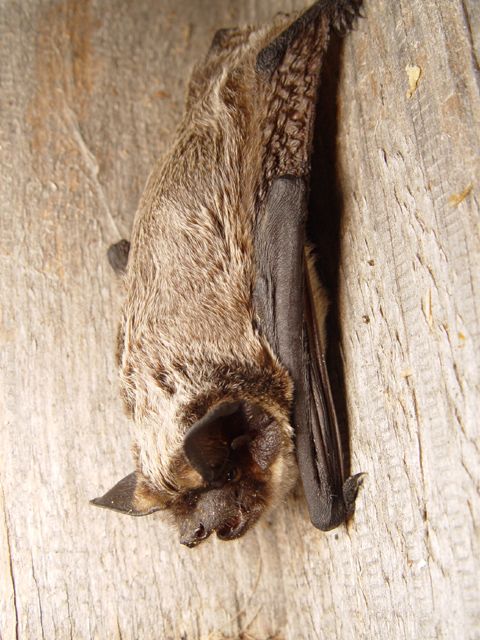
Двухцветный кожан

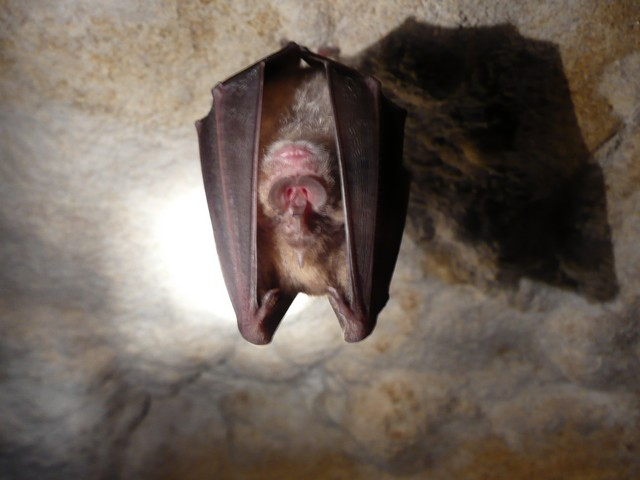
Большой подковонос

- Семейство: Гладконосые летучие мыши
  - Подсемейство: Myotinae
    - Род: Ночницы
      - Амурская ночница, Myotis bombinus LR/nt
      - Водяная ночница, Myotis daubentonii LR/lc
      - Myotis formosus LR/lc
      - Длиннохвостая ночница, Myotis frater LR/nt
      - Ночница Иконникова, Myotis ikonnikovi LR/lc
      - Усатая ночница, Myotis mystacinus LR/lc
      - Ночница Наттерера, Myotis nattereri LR/lc

  - Подсемейство: Vespertilioninae
    - Род: Кожаны
      - Корейский кожан, Eptesicus kobayashii DD
      - Северный кожанок, Eptesicus nilssoni LR/lc
      - Поздний кожан, Eptesicus serotinus LR/lc

    - Род: Кожановидные нетопыри
      - Кожановидный нетопырь, Hypsugo savii LR/lc

    - Род: Вечерницы
      - Восточная вечерница, Nyctalus aviator LR/nt

    - Род: Ушаны
      - Бурый ушан, Plecotus auritus

    - Род: Двухцветные кожаны
      - Двухцветный кожан, Vespertilio murinus LR/lc
      - Восточный кожан, Vespertilio superans LR/lc

  - Подсемейство: Murininae
    - Род: Трубконосы
      - Малый трубконос, Murina aurata LR/nt
      - Большой трубконос, Murina leucogaster LR/lc
      - Уссурийский трубконос, Murina ussuriensis EN

  - Подсемейство: Miniopterinae
    - Род: Длиннокрылы
      - Обыкновенный длиннокрыл, Miniopterus schreibersii LC
- Семейство: Бульдоговые летучие мыши
  - Род: Складчатогубы
    - Широкоухий складчатогуб, Tadarida teniotis LR/lc
- Семейство: Подковоносые
  - Подсемейство: Rhinolophinae
    - Род: Подковоносы
      - Большой подковонос, Rhinolophus ferrumequinum LR/nt

#### Отряд:Хищные
- Подотряд: Кошкообразные
  - Семейство: Кошачьи
    - Подсемейство: Малые кошки
      - Род: Рыси

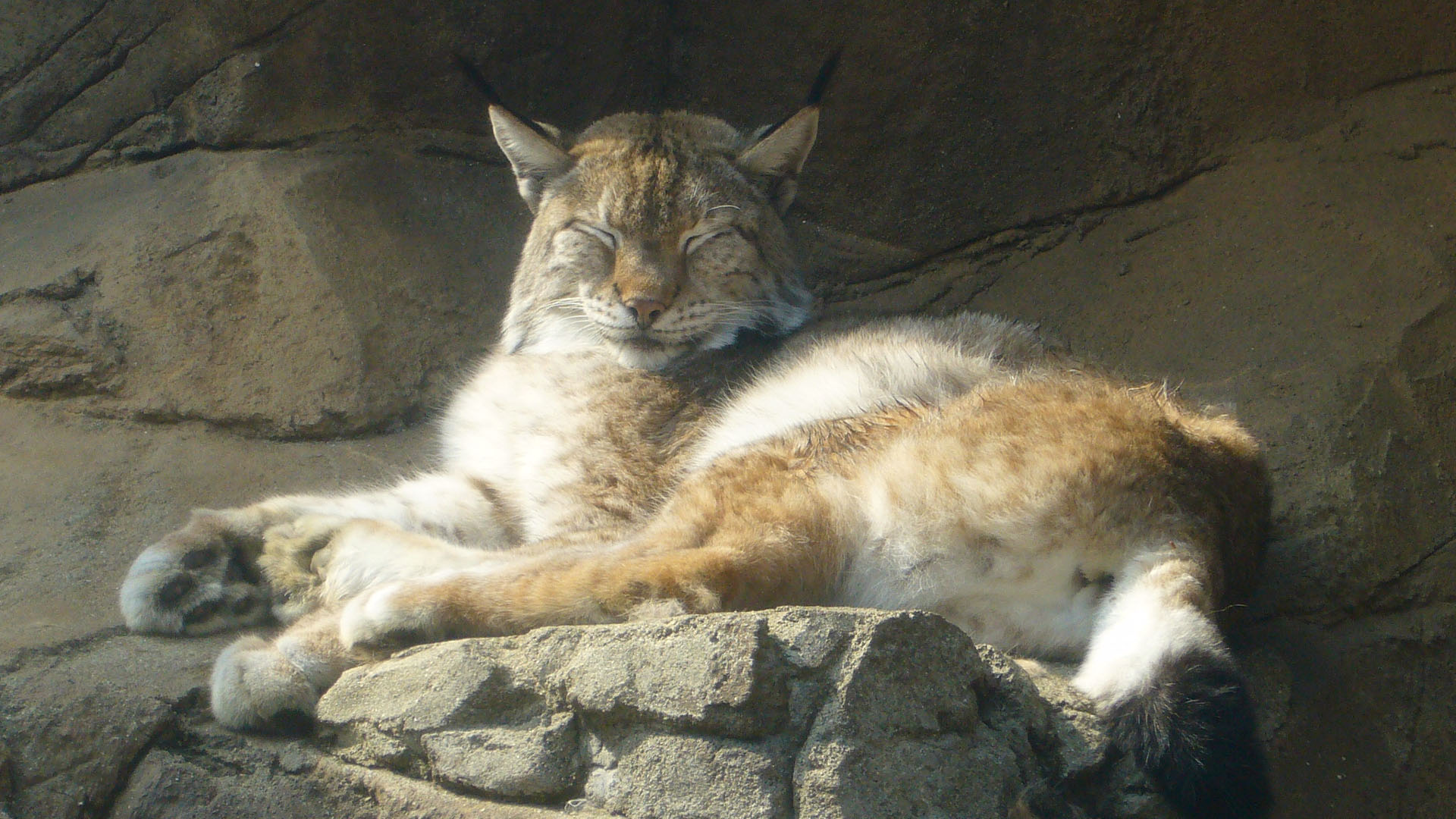
Обыкновенная рысь

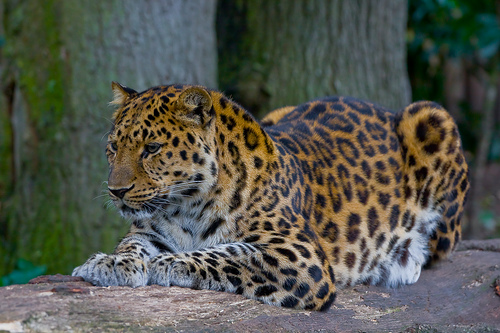
Дальневосточный леопард

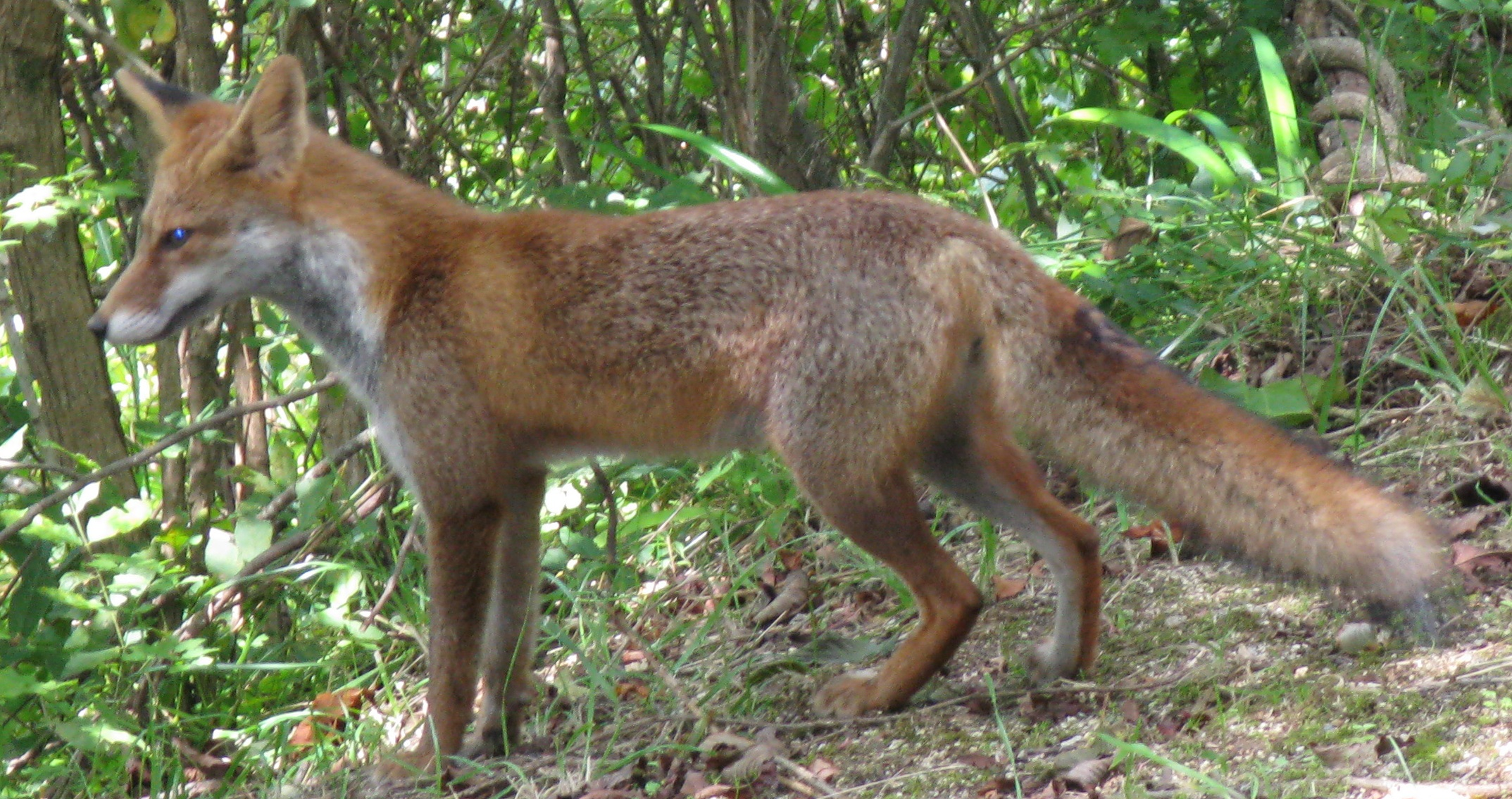
Обыкновенная лисица

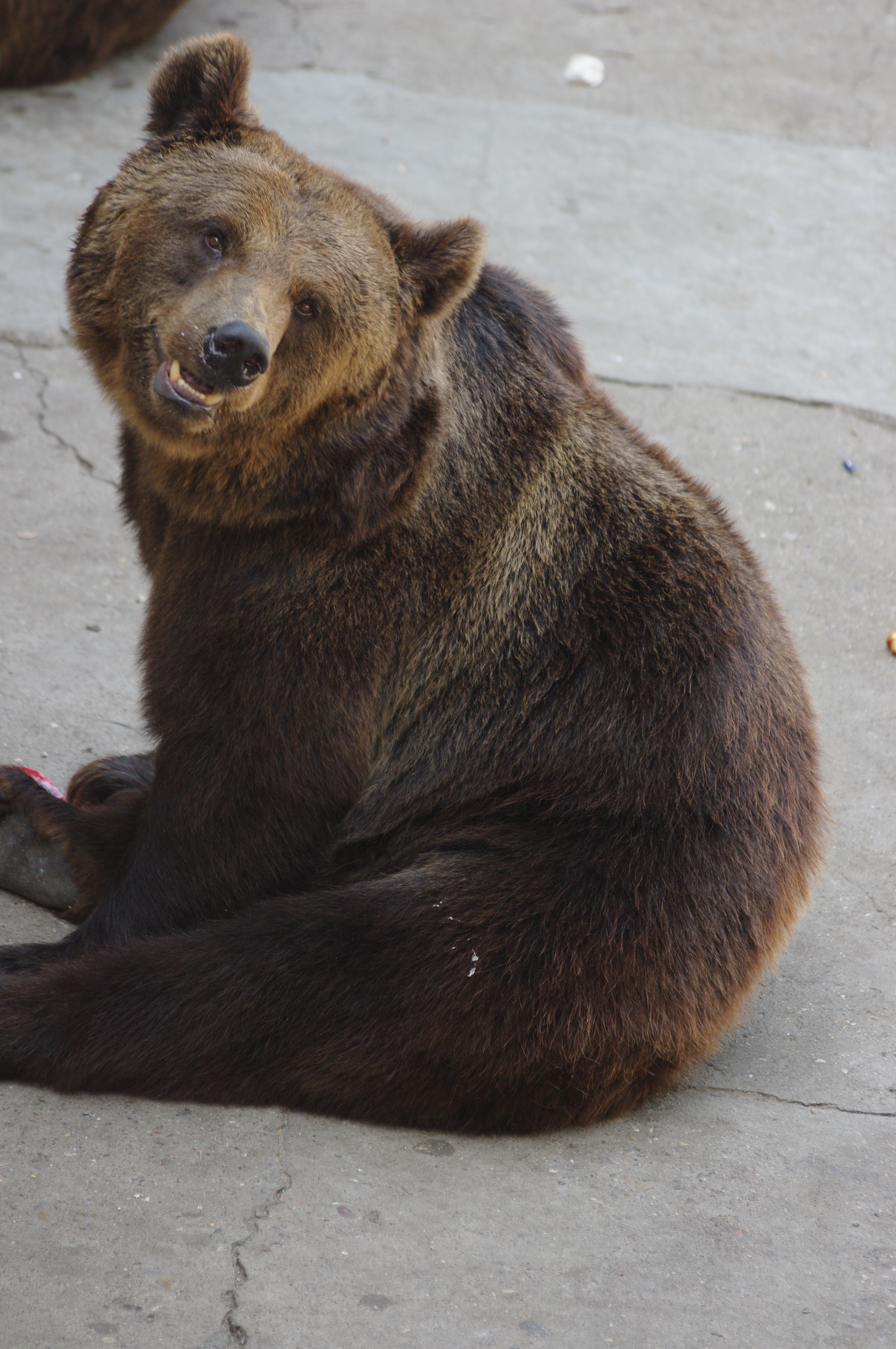
Японский бурый медведь

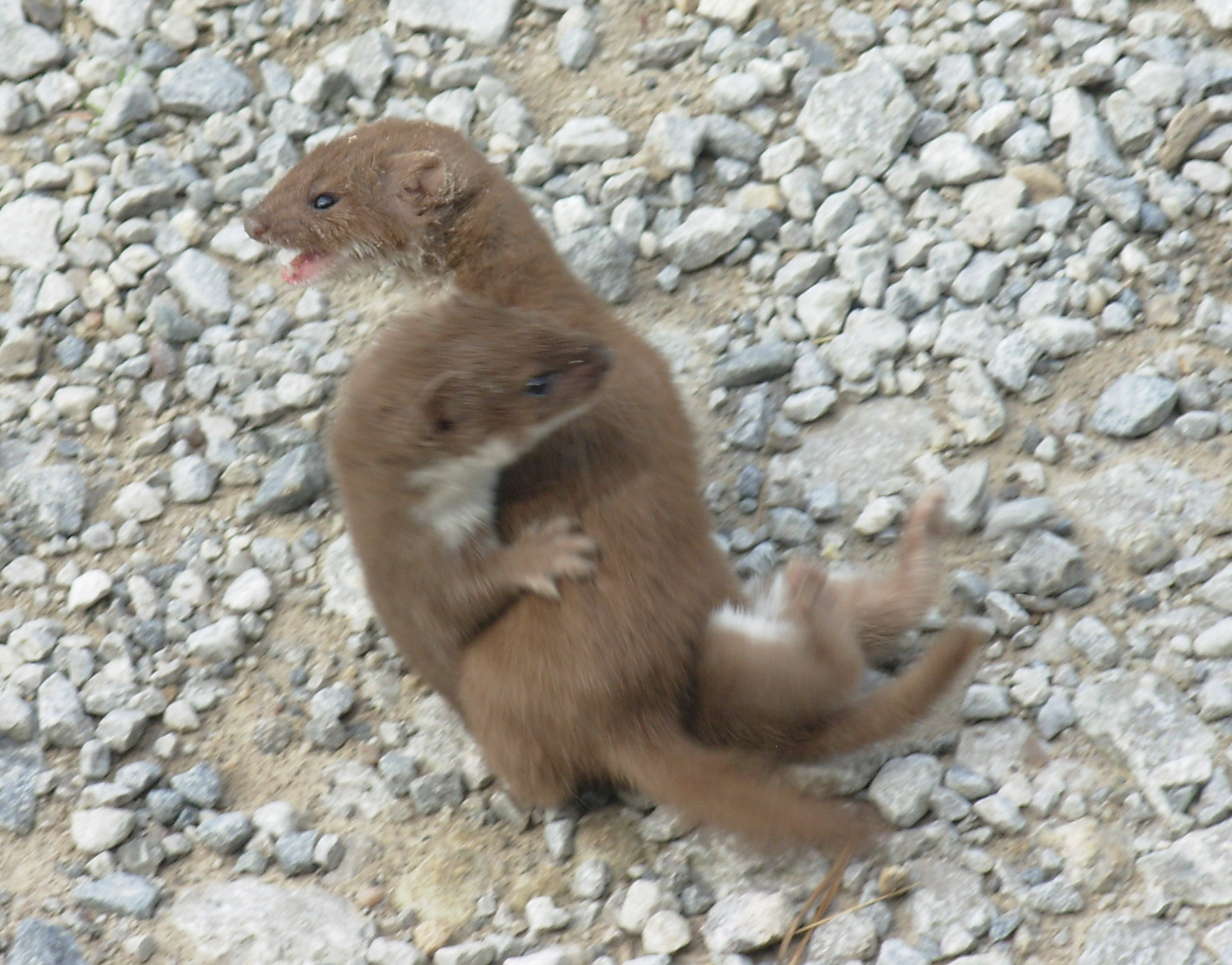
Обыкновенная ласка

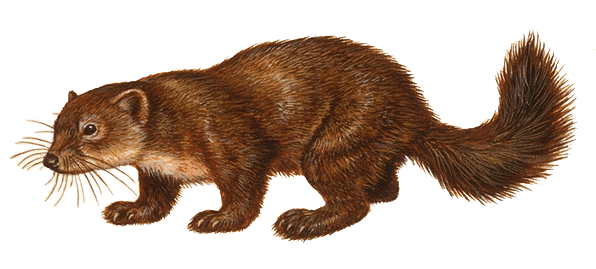
Соболь

        - Обыкновенная рысь, Lynx lynx stroganovi NT

      - Род: Восточные_кошки
        - Бенгальская кошка, Prionailurus bengalensis LC

    - Подсемейство: Большие кошки
      - Род: Пантеры
        - Дальневосточный леопард, Panthera pardus orientalis CR
        - Амурский тигр, Panthera tigris altaica (Корейская популяция) CR
- Подотряд: Собакообразные
  - Семейство: Псовые
    - Род: Лисицы
      - Обыкновенная лисица, Vulpes vulpes peculiosa CR

    - Род: Енотовидные собаки
      - Енотовидная собака, Nyctereutes procyonoides LC

    - Род: Волки
      - Волк, Canis lupus chanco LC

    - Род: Красные волки
      - Красный волк, Cuon alpinus alpinus EN

  - Семейство: Медвежьи
    - Род: Медведи
      - Японский бурый медведь, Ursus arctos lasiotus VU
      - Гималайский медведь, Ursus thibetanus VU

  - Семейство: Куньи
    - Род: Хорьки
      - Обыкновенная ласка, Mustela nivalis LR/lc
      - Колонок, Mustela sibirica LR/lc

    - Род: Куницы
      - Харза, Martes flavigula LR/lc
      - Соболь, Martes zibellina LR/lc

    - Род: Барсуки
      - Барсук, Meles meles LR/lc

    - Род: Выдры
      - Обыкновенная выдра, Lutra lutra NT

  - Парвотряд: Ластоногие
    - Семейство: Ушастые тюлени
      - Род: Zalophus
        - Японский морской лев, Zalophus japonicus EX

    - Семейство: Настоящие тюлени
      - Род: Обыкновенные тюлени
        - Обыкновенный тюлень, Phoca vitulina LR/lc
        - Пятнистый тюлень, Phoca largha (Жёлтое море) CR — единственное местное ластоногое в Жёлтом море

      - Род: Нерпы
        - Кольчатая нерпа, Pusa hispida LR/lc

#### Отряд:Китопарнокопытные
- Подотряд: Свинообразные
  - Семейство: Свиные
    - Подсемейство: Suinae
      - Род: Кабаны
        - Дикий кабан, Sus scrofa LR/lc
- Подотряд: Жвачные
  - Семейство: Кабарговые
    - Род: Кабарги

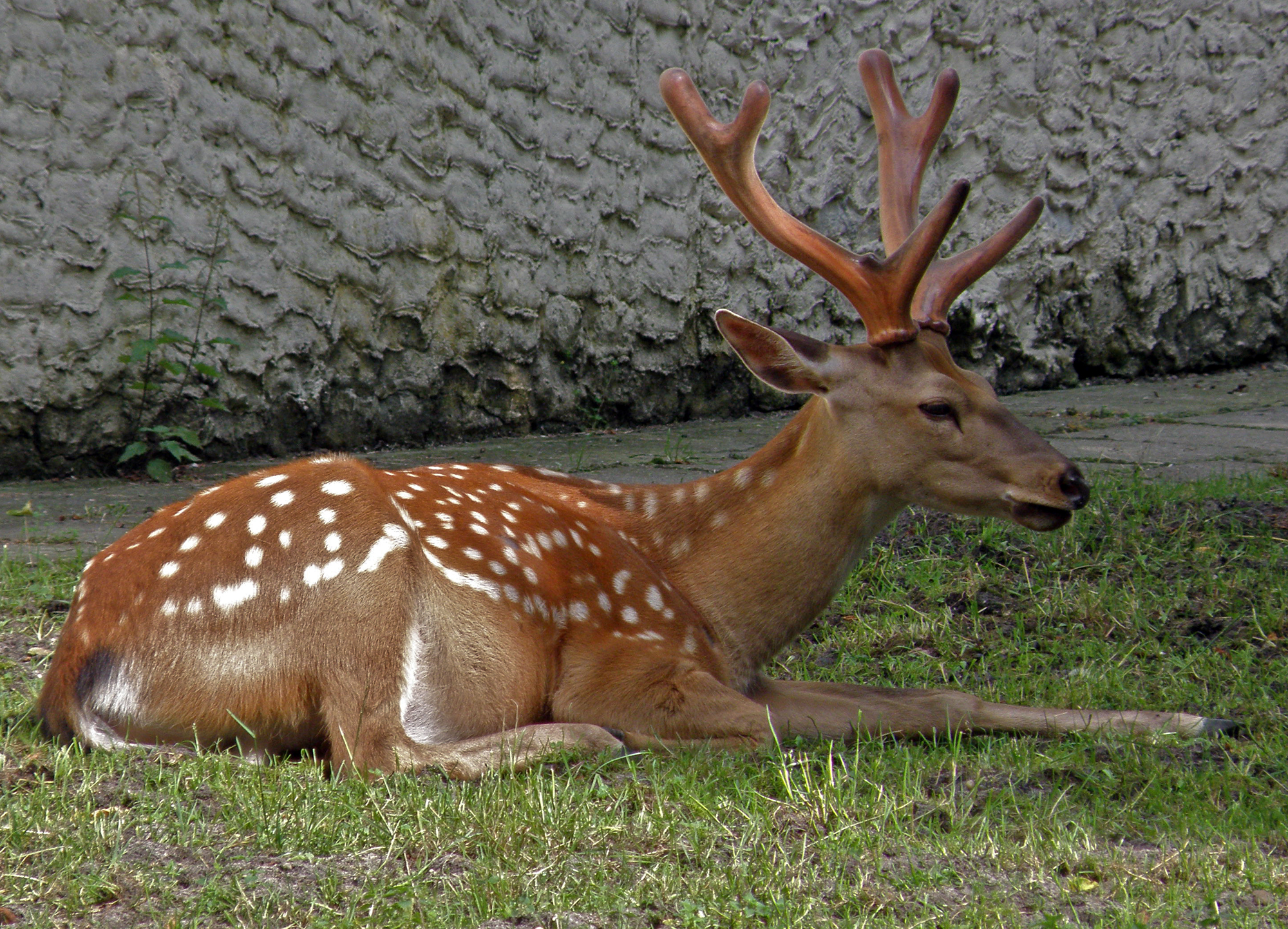
Пятнистый олень

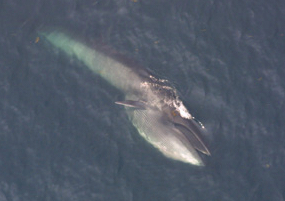
Сейвал

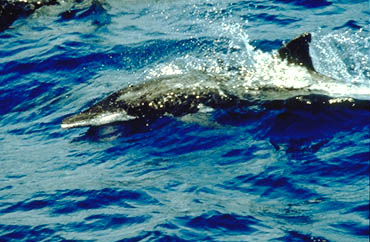
Крупнозубый дельфин

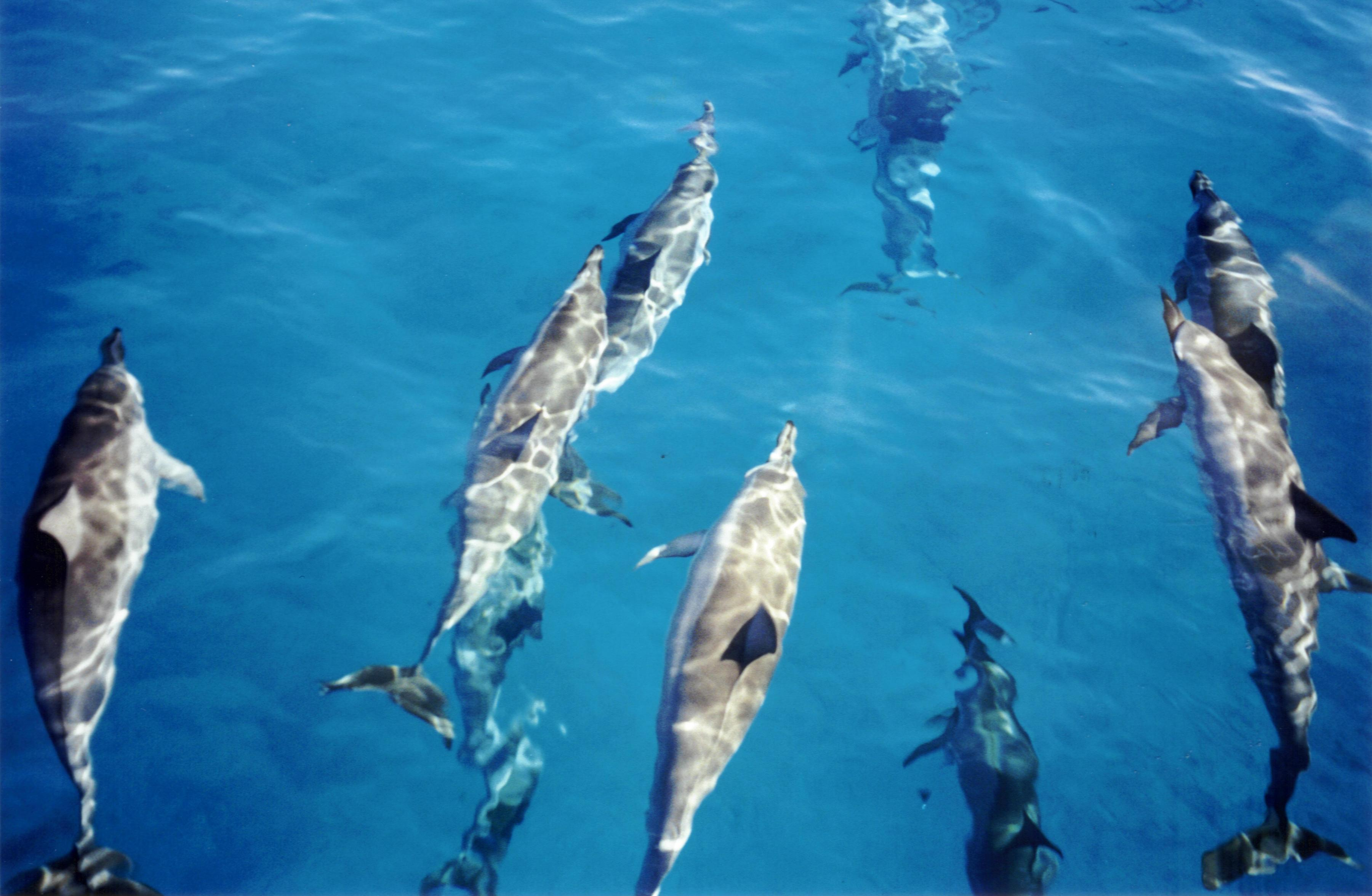
Длиннорылый продельфин

      - Сибирская кабарга, Moschus moschiferus VU

  - Семейство: Оленевые (олени)
    - Подсемейство: Cervinae
      - Род: Олени
        - Вапити, Cervus canadensis LR/lc
        - Пятнистый олень, Cervus nippon LR/lc

    - Подсемейство: Hydropotinae
      - Род: Водяные олени
        - Водяной олень, Hydropotes inermis LR/nt

    - Подсемейство: Capreolinae
      - Род: Косули
        - Сибирская косуля, Capreolus pygargus LR/lc

  - Семейство: Полорогие
    - Подсемейство: Козлиные
      - Род: Горалы
        - Амурский горал, Naemorhedus caudatus VU
- Подотряд: Whippomorpha / Cetancodonta
  - Инфраотряд: Китообразные
    - Парвотряд: Усатые киты
      - Семейство: Гладкие киты
        - Род: Гренландские киты
          - Гренландский кит, Balaena mysticetus (Охотское море) EN

        - Род: Южные киты
          - Японский кит, Eubalaena japonica CR

      - Семейство: Серые киты
        - Род: Серые киты
          - Серый кит, Eschrichtius robustus CR

      - Семейство: Полосатиковые
        - Подсемейство: Megapterinae
          - Род: Горбатые киты
            - Горбатый кит, Megaptera novaeangliae (Японское море и Жёлтое море) EN

        - Подсемейство: Balaenopterinae
          - Род: Полосатики
            - Малый полосатик, Balaenoptera acutorostrata (Японское море и Жёлтое море) EN
            - Сейвал, Balaenoptera borealis EN
            - Североатлантический финвал, Balaenoptera physalus physalus (Прибрежная Азия) CR
            - Северный синий кит, Balaenoptera musculus musculus (Прибрежная Азия) CR

    - Парвотряд: Зубатые киты
      - Семейство: Клюворылые
        - Род: Плавуны
          - Северный плавун, Berardius bairdii LR/cd

        - Род: Ремнезубы
          - Тупорылый ремнезуб, Mesoplodon densirostris DD
          - Японский ремнезуб, Mesoplodon ginkgodens DD
          - Командорский ремнезуб, Mesoplodon stejnegeri DD

        - Род: Клюворылы
          - Клюворыл, Ziphius cavirostris DD

      - Семейство: Морские свиньи
        - Род: Беспёрые морские свиньи
          - Беспёрая морская свинья, Neophocaena phocaenoides phocaenoides VU

        - Род: Морские свиньи
          - Обыкновенная морская свинья, Phocoena phocoena VU

        - Род: Белокрылые морские свиньи
          - Белокрылая морская свинья, Phocoenoides dalli LR/cd

      - Семейство: Кашалотовые
        - Род: Кашалоты
          - Кашалот, Physeter macrocephalus VU

      - Семейство: Карликовые кашалоты
        - Род: Карликовые кашалоты
          - Карликовый кашалот, Kogia breviceps LR/lc
          - Кашалот-малютка, Kogia simus LR/lc

      - Семейство: Дельфиновые
        - Род: Крупнозубые дельфины
          - Крупнозубый дельфин, Steno bredanensis DD

        - Род: Продельфины
          - Узкорылый продельфин, Stenella attenuata LR/cd
          - Полосатый продельфин, Stenella coeruleoalba LR/cd
          - Длиннорылый продельфин, Stenella longirostris LR/cd

        - Род: Дельфины-белобочки
          - Длиннорылая белобочка, Delphinus capensis LR/lc
          - Белобочка, Delphinus delphis LR/lc

        - Род: Афалины
          - Афалина, Tursiops truncatus LR/lc

        - Род: Короткоголовые дельфины
          - Тихоокеанский белобокий дельфин, Lagenorhynchus obliquidens LR/lc

        - Род: Китовидные дельфины
          - Северный китовидный дельфин, Lissodelphis borealis LR/lc

        - Род: Косатки
          - Косатка, Orcinus orca (Японское море и Жёлтое море) EN

        - Род: Малые косатки
          - Малая косатка, Pseudorca crassidens DD

        - Род: Карликовые косатки
          - Карликовая косатка, Feresa attenuata DD

        - Род: Гринды
          - Короткоплавниковая гринда, Globicephala macrorhyncus DD

        - Род: Серые дельфины
          - Серый дельфин, Grampus griseus DD